# Моттаинай
Моттаинай (яп. もったいない) — японское понятие, обозначающее философию и стиль жизни, направленные на бережное отношение к окружающей среде и творениям человеческих рук и осуждающее неэкономное отношение к ресурсам.

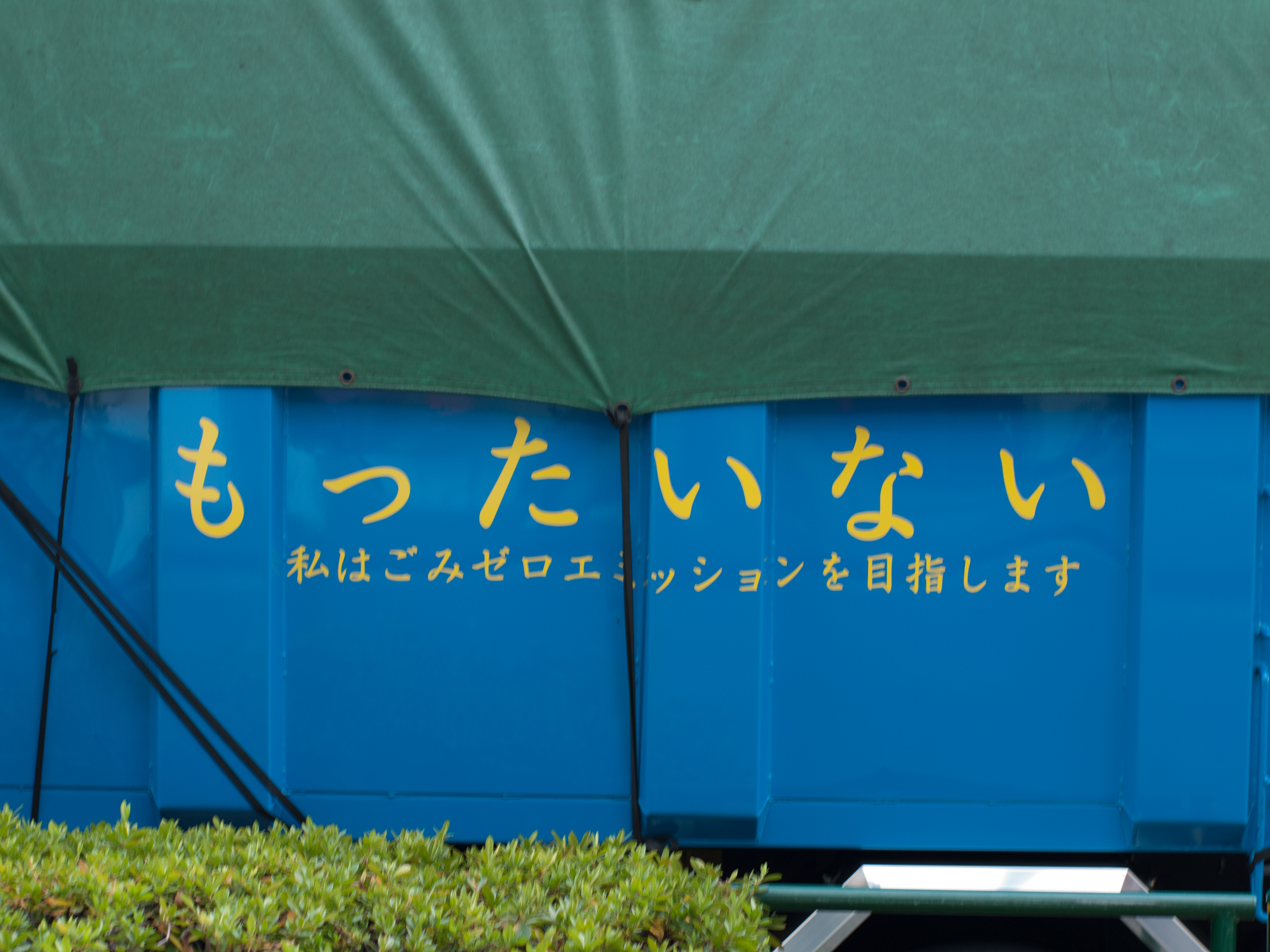
«Mottainai» написано на японском грузовике, а ниже: «Я стремлюсь к нулевым выбросам»

Понятие моттаинай возникло в связи с тем, что культура Японии развивалась на островах с ограниченными ресурсами, что, в свою очередь, научило японцев бережно и рационально относиться ко всему и является призывом к рациональному использованию. Если вы не доели еду и выбрасываете ее, то это противоречит понятию «моттаинай». Если у вас горит свет в комнате, в которой никого нет, то это тоже нарушение принципам «моттаинай».
В современном понимании следование принципам «моттаинай» выразилось в соблюдении принципов рециклинга, когда отходы одного производства становятся ресурсами для другого. Часто обозначается, как правило, «3 R»:
- Reduce (сокращение производства отходов),
- Reuse (вторичное использование),
- Recycle (переработка).

Эти принципы направлены на сохранение невосполнимых природных ресурсов. В повседневной жизни каждого человека «моттаинай» — это «возвращение забытого», бережливое отношение ко всем ресурсам, как материальным, так и духовным. Избегать постоянной покупки чего-то нового, если можно использовать то, что уже есть. В широком смысле — возрождение того, что ушло в прошлое.
Движение моттаинай в Японии привело к созданию большого числа мастерских по ремонту оборудования и придания «второй жизни» деталям предметов, непригодных к использованию по прямому назначению. Концепция моттаинай находит отражение во всех сферах японской жизни, например в повышении энергоэффективности, сортировке мусора и его вторичной переработке и т.д.
Мы часто слышим в Японии выражение «mottainai», которое свободно означает «расточительство», но в полном смысле этого слова передает чувство благоговения и благодарности за дары природы или искреннее поведение других людей. Среди японских людей есть черта, чтобы попытаться использовать что-то для всей своей эффективной жизни или продолжать использовать ее, исправляя ее. В этой заботливой культуре люди будут стремиться найти новые дома для имущества, которые им больше не нужны. Принцип «mottainai» распространяется на обеденный стол, где многие считают его грубым оставить даже одно зерно риса в миске. Вызывает беспокойство то, что эта традиционная черта может быть утрачена.Look Japan